# Battlesden
Battlesden è un villaggio e parrocchia civile dell'Inghilterra, appartenente alla contea del Bedfordshire.